# Lexington (Massachusetts)
Lexington é uma vila localizada no Condado de Middlesex, em Massachusetts, Estados Unidos. A população estimada no censo de 2010 era de 31.394, em quase 11.100 residências. Estabelecendo-se em 1642, esta cidade é famosa por ser o local do primeiro tiro da Guerra Revolucionária Americana, a Batalha de Lexington, em 19 de abril de 1775, como o "tiro ouvido por todo o mundo" quando a notícia se espalhou sobre a revolução.

## Demografia
Segundo o censo de 2000, a população de Lexington era de 30.355 habitantes. No censo de 2010, a população havia aumentado para um total de 31.394 pessoas.

## Geografia
Lexington está localizado a 42° 26′ 39″ N, 71° 13′ 36″ O (42.444345, -71.226928).
De acordo com o United States Census Bureau, a cidade de Lexington tem uma área total de 16,5 quilômetros quadrados (42,8 km ²), dos quais 16,4 quilômetros quadrados (42,5 km²) é a terra e 0.1 milhas quadradas (0,4 km²), ou seja, 0,85% é a água.
Lexington faz fronteira com as seguintes cidades: Burlington, Woburn, Winchester, Arlington, Belmont, Waltham, Lincoln, e Bedford. Tem mais área do que todos os outros municípios que faz fronteira.

## Cidades irmãs
Lexington é uma cidade irmã de:
| França | Antony, França |

| México | Dolores Hidalgo, Guanajuato, México |

| Ucrânia | Dnipro, Ucrânia |

| Israel | Haifa, Israel |